# Jaroslav Hromadník
Jaroslav Hromadník (fl. XX secolo) è stato un calciatore cecoslovacco, di ruolo attaccante.

## Carriera

### Nazionale
Partecipa ai Giochi olimpici di Anversa pur non venendo mai schierato nel corso della competizione.